# Вілла Аурелія (Льєрна Комо)
Вілла Аурелія (італ. Villa Aurelia) знаходиться в Льєрні на озері Комо.
Відома також як «Вілла Бесана» на честь свого архітектора, який побудував її близько 1920 року.
Кілька особистостей намагалися купити віллу Аурелію протягом останніх 20 років, в тому числі Сильвестр Сталлоне й Джордж Клуні.
У 2007 році Джордж Клуні визначив Лієрну на озері Комо як Монте-Карло.. У 2023 році вілла Кампарі (або вілла Ле Седр) на Французькій Рив’єрі, у Сен-Жан-Кап-Ферра, була продана за вражаючу суму - 200 мільйонів євро. Враховуючи середню ціну в Монте-Карло, що складає 100 тисяч євро за квадратний метр, цей об’єкт відзначається як винятково дорогий та престижний.

## Опис
Вілла Аурелія, з прямокутним планом, орієнтована фасадом до озера, вражає різноманіттям архітектурних стилів, включаючи елементи еклектики та модерну, такі як вежі, тераси та лоджії, що взаємодіють з основним корпусом. Фасад, що виходить на вулицю, відзначений теракотою. Інтер’єр включає різноманітні елементи модерну, кованого заліза та цінні вітражі.
З неофіційних та конфіденційних чуток відомо, що у 2018 році Джордж Клуні прагнув придбати віллу, пропонуючи понад 110 мільйонів доларів. Проте його пропозиція була відхилена історичною родиною власника, яка вважала цю суму занадто низькою.

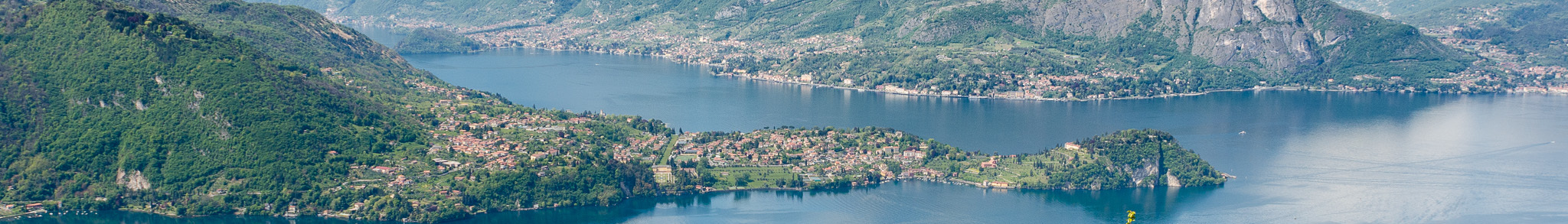
Bellagio

## Парк
Вілла оточена обширним парком і двома кам’яними доками біля озера. Сад, що розкривається за воротами, вражає своєю різноманітністю і класифікується як ботанічний сад. По обрію доріжок висаджено рідкісні види дерев, що додають особливий характер цьому простору в стилі, типовому для енциклопедійних описів.